# Tepeyahualco de Cuauhtémoc
Tepeyahualco de Cuauhtémoc là một đô thị thuộc bang Puebla, México. Năm 2005, dân số của đô thị này là 2976 người.